# Ișalnița
Ișalnița – wieś w Rumunii, w okręgu Dolj, w gminie Ișalnița. W 2011 roku liczyła 3770 mieszkańców.